# Мамонтов, Степан Петрович
Степан Петрович Мамонтов (20 сентября 1923, Москва — 25 апреля 2001) — советский и российский культуролог, лингвист, литературовед, историк, переводчик, академик РАЕН.

## Биография
Родился 20 сентября 1923 года в Москве. Отец — Пётр Мамонтов, из дворян, юрист по профессии. Мать работала биологом. Сын — Мамонтов Александр Степанович.
С первого до последнего дня Великой Отечественной войны военный переводчик в действующей армии.
В 1951 году успешно окончил Военный институт иностранных языков и поступил в адъюнктуру ВИИЯ. С 1954 по 1956 преподавал на кафедре романских языков в Военном институте иностранных языков.
С 1956 года работал переводчиком и редактором Гослитиздата. С 1960 по 1975 — учёный секретарь, заведующий кафедрой, декан подготовительного и историко-филологического факультетов УДН имени Патриса Лумумбы. В 1972 защитил докторскую диссертацию на кафедре филологии по теме «Испаноязычная литература Латинской Америки».
1975—1979 — советник по культуре Посольства СССР в Лиссабоне, Португалия.
В период 1979—1983 работал профессором кафедры общественной психологии Института общественных наук. С 1983 по 1990 — заведующий отделом стран Латинской Америки и Карибского бассейна международного журнала «Проблемы мира и социализма» в Праге.
С 1990 года преподавал в Московском государственном лингвистическом университете.

## Публикации
В 1950-е годы работал в издательстве «Художественная литература» редактором издательства, выступал организатором серии «Поэзия Латинской Америки». Занимался переводом литературных произведений. Из его наиболее известных прозаических работ: переложение сказок уругвайского писателя Орасио Кироги. Кроме работ по основной специальности и переводческой деятельности окончил монографии по «Духовной культуре средневековой Руси», «Культура России от Петра Великого до Серебряного века. Исторический очерк».
- История и культура Латинской Америки. От доколумбовых цивилизаций до начала хх века 2-е изд. Учебное пособие для академического бакалавриата. 2019
- Культурология 2-е изд., испр. и доп. Учебник для СПО. 2019
- Антология культурологической мысли. 1996
- История и культура Латинской Америки (от доколумбовых цивилизаций до 1918 года). 2005[4]